# لئونارد رابرتس
 لئونارد رابرتس (انگلیسی: Leonard Roberts؛ زادهٔ ۱۷ نوامبر ۱۹۷۲) یک هنرپیشه اهل ایالات متحده آمریکا است.
وی تحصیل‌کرده دانشگاه دوپال است و فارغ‌التحصیل رشته هنر این دانشگاه در سال ۱۹۹۵ است. از فیلم‌ها یا برنامه‌های تلویزیونی که وی در آن نقش داشته است می‌توان به قهرمان‌ها و هنرنمای‌اش در فصل چهارم بافی قاتل خون‌آشام‌ها و ۲۴ (فصل ۳) اشاره کرد.
او همچنین در فیلم های او بازی را برد و درام‌لاین بازی کرده است.